# بيني ماكارثي
بينيدكت ساول ماكارثي (بالإنجليزية: Benni McCarthy)، من مواليد 12 نوفمبر 1977

 في كيب تاون في جنوب أفريقيا، لاعب كرة قدم جنوب أفريقي.
بدأ مسيرته الكروية مع نادي سفن ستارز في عام 1995، ولعب معهم حتى عام 1997، وشارك معهم في 49 مباراة وسجل 39 هدف، وفي عام 1997 انتقل إلى نادي أياكس كيب تاون، ولعب معهم 10 مباريات وسجل 6 أهداف، وفي موسم 1998/1999 انتقل إلى نادي أياكس أمستردام الهولندي، ولعب معهم 36 مباراة وسجل 21 هدف، وفي عام 1999 انتقل إلى نادي سيلتا فيغو الإسباني، ولعب معهم حتى عام 2001، وشارك معهم في 65 مباراة وسجل 10 أهداف، وفي عام 2001 انتقل إلى نادي بورتو البرتغالي، ولعب معهم حتى عام 2006، وشارك معهم في 86 مباراة وسجل 46 هدف، ومنذ عام 2006 وهو يلعب مع نادي بلاكبيرن روفرز الإنجليزي. وأنتقل الاعب إلى نادي وست هام يونايتد في فبراير 2010

## المسيرة الدولية
يلعب ماكارثي مع منتخب جنوب أفريقيا لكرة القدم منذ عام 1997. وشارك في كؤوس العالم 98 و2002 وهو صاحب أول هدف جنوب إفريقي في النهائيات وكان ضد الدنمارك. وقد سجل مجددا في كأس العالم 2002 ضد إسبانيا.

## روابط خارجية
- بيني ماكارثي على موقع ميوزك برينز (الإنجليزية)
- بيني ماكارثي على موقع الاتحاد الدولي (مؤرشف)  (الإنجليزية)
- بيني ماكارثي على موقع الاتحاد الأوربي (الإنجليزية)
- بيني ماكارثي على موقع قاعدة بيانات كرة القدم.إي يو (الإنجليزية)
- بيني ماكارثي على موقع ليكيب (الفرنسية)
- بيني ماكارثي على موقع ناشيونال فوتبول تيمز (الإنجليزية)
- بيني ماكارثي على موقع Soccerbase.com (لاعب) (الإنجليزية)
- بيني ماكارثي على موقع Soccerway.com (الإنجليزية)
- بيني ماكارثي على موقع عالم كرة القدم.نت (الإنجليزية)
- بيني ماكارثي على موقع أوليمبيديا (الإنجليزية)